# شهرستان گلوبوکوئی
شهرستان گلوبوکوئی (به قزاقی: Глубокое ауданы، گلۋبوكوە اۋدانى) یک شهرستان در قزاقستان است که در استان قزاقستان شرقی واقع شده‌است. شهرستان گلوبوکوئی ۷٬۳۰۰ کیلومتر مربع مساحت و ۶۳٬۸۹۰ نفر جمعیت دارد.